# Rooms on Fire
Rooms on Fire – utwór amerykańskiej wokalistki i kompozytorki Stevie Nicks, wydany w kwietniu 1989 jako pierwszy singel promujący czwartą solową płytę artystki, The Other Side of the Mirror.
Piosenka osiągnęła 16. miejsce amerykańskiej listy przebojów Billboard Hot 100, tak samo, jak i w Wielkiej Brytanii, gdzie jak do tej pory singel ten jest największym sukcesem artystki na Wyspach.